# Vele Mune
Vele Mune su pogranično naselje u Hrvatskoj u sastavu općine Matulja. Nalaze se u Primorsko-goranskoj županiji.

## Zemljopis
Zapadno su Male Mune, jugoistočno su Žejane, sjeveroistočno u Hrvatskoj je Pasjak, a preko granice u Sloveniji Starod, sjeverno u Sloveniji su Račice, jugozapadno u Hrvatskoj su Račja Vas i Lanišće.

## Stanovništvo
| broj stanovnika | 647   | 733   | 751   | 728   | 770   | 714   | 699   | 587   | 405   | 375   | 276   | 294   | 159   | 150   | 133   | 122   | 119   |
|                 | 1857. | 1869. | 1880. | 1890. | 1900. | 1910. | 1921. | 1931. | 1948. | 1953. | 1961. | 1971. | 1981. | 1991. | 2001. | 2011. | 2021. |